# ويليام وايلز إيلدر
ويليام وايلز إيلدر (بالإنجليزية: William Wiles Elder)‏ هو لاعب كرة قدم أمريكية أمريكي، ولد في 31 يوليو 1885 في ريتشموند في الولايات المتحدة، وتوفي في 7 مارس 1960 في Gladstone, New Jersey ‏ في الولايات المتحدة.